# 霧のソフィア
『霧のソフィア』（きりのソフィア）は、1985年10月16日に発売されたALFEE21枚目のシングル。

## 概要
2作前の「恋人達のペイヴメント」以来1年振りとなった高見沢俊彦のリードボーカル曲。全体に冬をイメージさせる歌詞の内容となっている。アルバム『THE BEST SONGS』に初収録。プロモーションビデオではヌードの女性（女優・杉原光輪子　監督・小田康博）が歩き出すという演出があった。映像作品『ALFEE HISTORY I 1982～1985』に収録され、裏ジャケットには「SOPHIA」と英語表記されている。1988年発売『BEST SELECTION II THE ALFEE』では新録されている。
B面の「BLUE AGE REVOLUTION」は桜井賢ボーカルによるハードナンバー。コンサート等では若干テンポアップして演奏される。 
10/28付オリコンシングルチャート初登場2位(初週売上 68,770枚)
デビュー30周年記念にリリースされたベスト盤『THE ALFEE 30th ANNIVERSARY HIT SINGLE COLLECTION 37』では、「メリーアン」から「ROCKDOM -風に吹かれて-」までのシングルが新録されて収録されているが、その間の曲でこの曲のみ新録ではない旧来のオリジナルヴァージョンのまま収録された。

## 収録曲
1. 霧のソフィア（作詞：高見沢俊彦、高橋研 / 作曲：高見沢俊彦 / 編曲：ALFEE）
2. BLUE AGE REVOLUTION（作詞・作曲：高見沢俊彦 / 編曲：ALFEE）

## 収録作品
- THE BEST SONGS（#1）
- アルフィーA面コレクション スペシャル（#1）
- アルフィーB面コレクション スペシャル（#2）
- BEST SELECTION II THE ALFEE（#1、new take）
- THE ALFEE SINGLE HISTORY VOL.II 1983-1986（#1,2）
- THE ALFEE 單曲全集一（#1）
- THE ALFEE 30th ANNIVERSARY HIT SINGLE COLLECTION 37（#1）

## 参加ミュージシャン
- 山石敬之（Keyboards）
- そうる透（Drums）

## 品番
- EP - 7A0526
- CD - S10A0129（1988年6月21日発売）